# Лија Вилијамсон
Лија Кетрин Вилијамсон (енгл. Leah Cathrine Williamson; 29. март 1997) енглеска је фудбалерка која игра на позицији везног играча, а може играти и као центархалф. Тренутно игра за Арсенал и за репрезентацију Енглеске.
Од своје девете године је била члан омладинске академије Арсенала, а за сениорски тим је дебитовала 2014. године.
За репрезентацију Енглеске дебитовала је 2018. године, а била је капитен тима на Европском првенству 2022. које је Енглеска освојила.

## Трофеји
Арсенал
- Суперлига Енглеске: 2018/19.
- ФА куп: 2013/14, 2015/16.
- Куп Суперлиге Енглеске: 2015, 2017/18, 2022/23.
- Лига шампиона: 2024/25.[2]

Енглеска
- Европско првенство: 2022,[3] 2025.